# Stichopus anapinusus
Stichopus anapinusus е вид морска краставица от семейство Stichopodidae.

## Разпространение
Видът е разпространен в Бруней, Източен Тимор, Индонезия, Малайзия, Сингапур и Филипини.